# Geely Emgrand X7

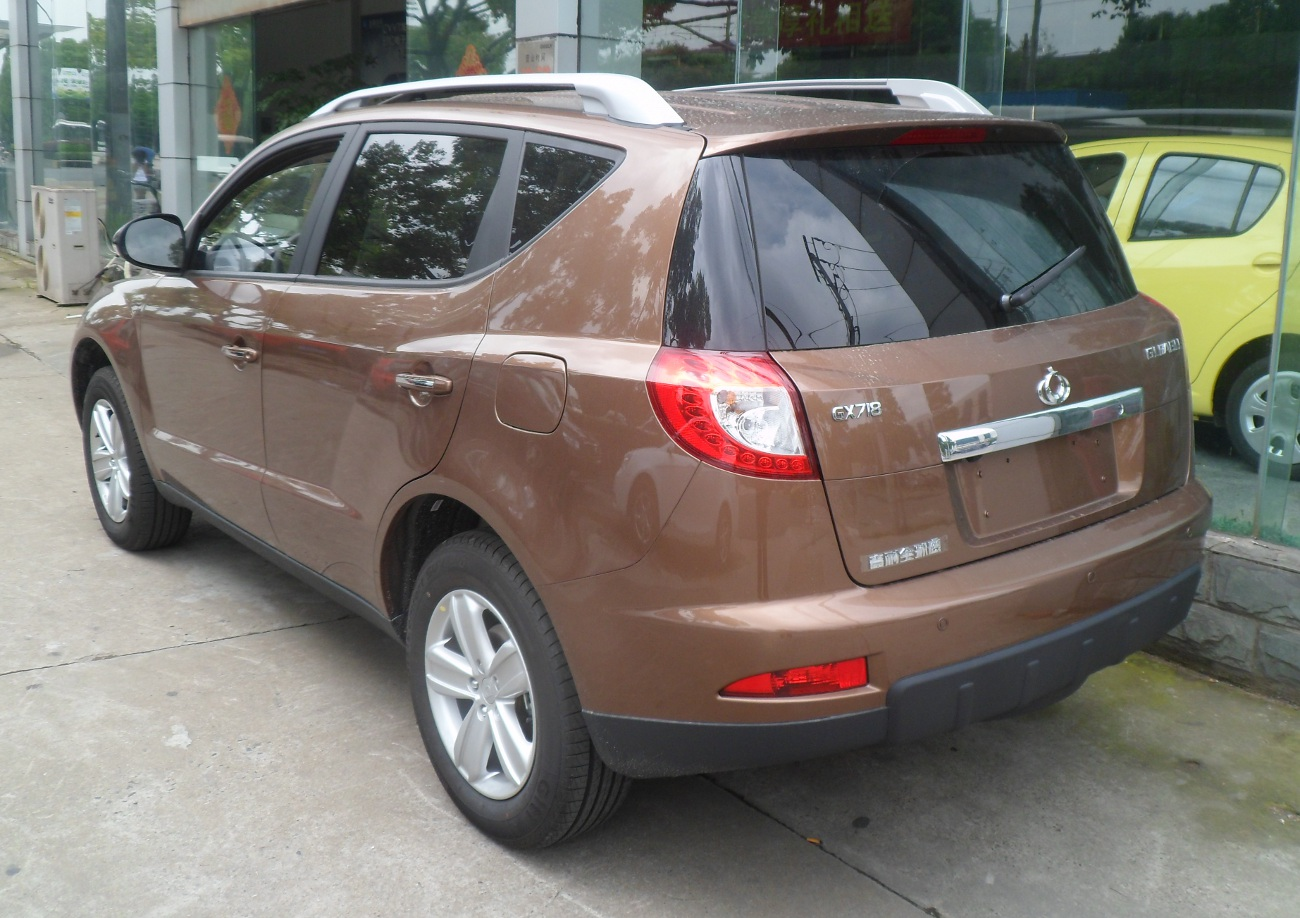
Вид сзади на автомобилях выпущенных в 2011-2016 годах.

Geely Emgrand X7 — компактный кроссовер, выпускающийся китайской компанией Geely Automobile с 2011 года. Впервые автомобиль был показан на автосалоне в Гуанчжоу. С 2013 года собирается на заводе БелДжи в Беларуси (Продажи начались в том же году в Беларуси и Украине; перед этим кроссовер был показан на автовыставке «Моторшоу»), в 2014 году также планировалось открывать автозавод в Украине в Кременчуге, где автомобиль входил в десятку самых продаваемых автомобилей, а также в Казахстане.
В России X7 впервые был представлен в 2012 году на Московском автосалоне. Входит в число самых популярных кроссоверов.

## Характеристики
Автомобиль доступен с тремя атмосферными бензиновыми двигателями объёмом 1,8, 2,0 и 2,4 литра. Все двигатели отвечают стандарту Евро-5. Не имеет подключаемый полный привод. Коробки передач 2 — 5-скоростная механическая и 6-ступенчатая автоматическая (гидротрансформатор).
- Шины — 225/65 R17
- Передняя подвеска — независимая, McPherson, пружинная
- Задняя подвеска — независимая, многорычажная, пружинная
- Рулевое управление — гидроусилитель руля
- Тормоза — дисковые (передние — вентилируемые)

В базовой (Standart) комплектации X7 имеет ESP, фронтальные подушки безопасности, ABS, электропривод всех стёкол и зеркал, подогрев передних сидений, кондиционер. В средней (Comfort) — кожаные сидения, датчики парковки, климат-контроль, легкосплавные диски и полный привод.

## Рестайлинги

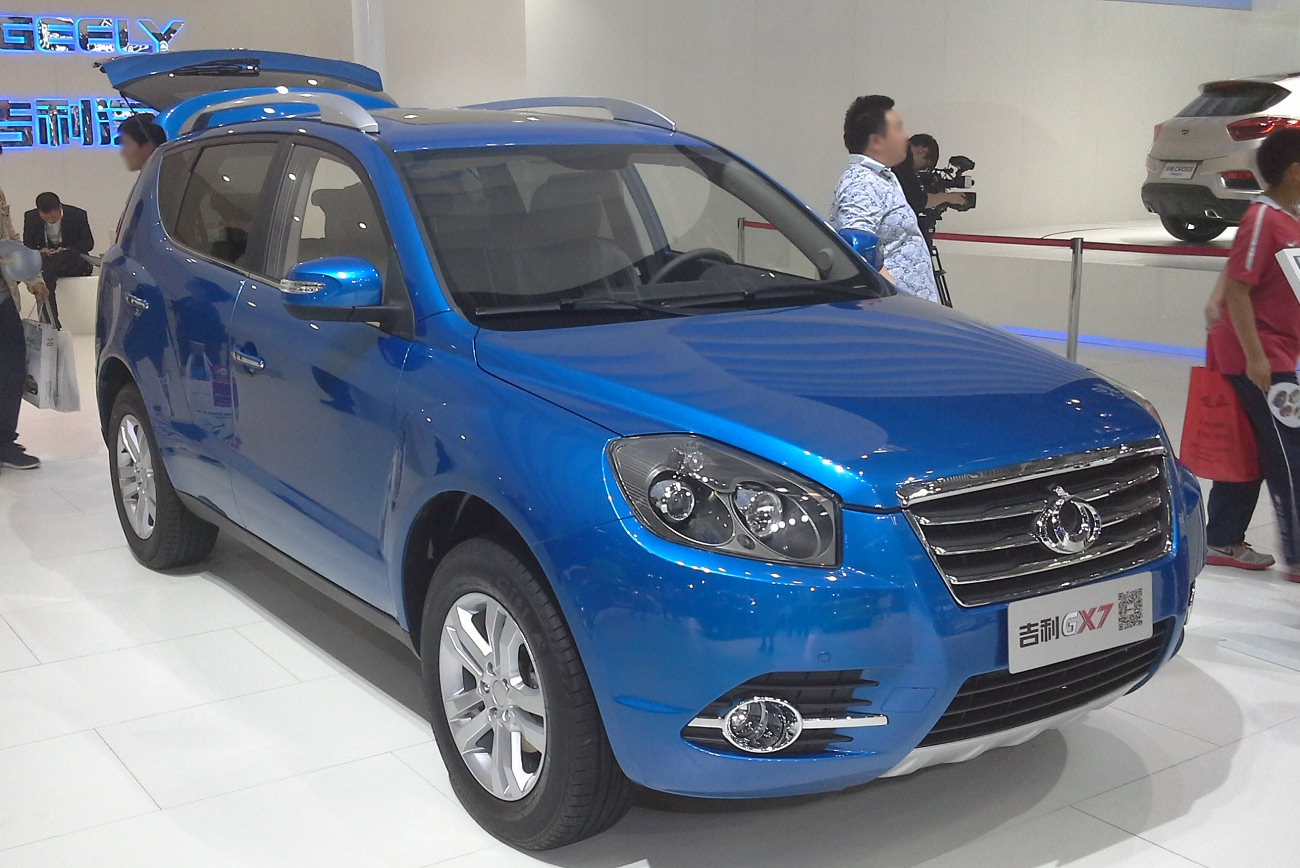
Рестайлинговый автомобиль

В 2014 году автомобиль пережил фейслифтинг — была незначительно изменена внешность X7. Обновлённая модель была представлена на Пекинском автосалоне в апреле того же года. С осени 2014 новый X7 начал продаваться в России (причём без полного привода).
Ещё один рестайлинг произошёл в 2016 году: также слегка изменился экстерьер (в частности оптика, бампера) и интерьер (приборная панель).
В 2018 году в России планируется выход обновленного Emgrand X7. Изменения коснутся дизайна, а также появится ряд технических улучшений: независимая многорычажная подвеска, новая система курсовой устойчивости, 9-дюймовый экран медиасистемы.

## Безопасность
Китайский центр автомобильных технологий и исследований испытал автомобиль в 2012 году:
| Категория                           | Рейтинг |
| ----------------------------------- | ------- |
| Общий рейтинг                       | 5 звезд |
| Фронтальный удар с перекрытием 100% | 97%     |
| Фронтальный удар с перекрытием 40%  | 98,5%   |
| Боковой удар                        | 100%    |